# Hans Moleman
Hans Moleman is een personage uit de animatieserie The Simpsons. Hij wordt ingesproken door Dan Castellaneta.
Hans wordt gebruikt als een running gag in de serie. In vrijwel elke aflevering waarin hij voorkomt overkomt hem iets ergs.

## Oorsprong
Matt Groening heeft beweerd dat Hans Moleman is geïnspireerd door Tex Avery's Droopy. Oorspronkelijk werd Hans neergezet als een zwarte man.
Moleman verscheen voor het eerst als een potentieel personage in de eerste seizoenen. Hij zag er zo onrealistisch uit dat mensen hem op een mol vonden lijken. Toch werd hij een geregeld terugkerend personage. Volgens de aflevering "Principal Charming is zijn naam Ralph Melish, wat een referentie was aan de Monty Python sketch "The adventures of Ralph Melish: Hot Dog and Knickers" uit The Monty Python Matching Tie and Handkerchief. Zijn naam Moleman kreeg hij later omdat hij zo sterk op een mol lijkt.
In het begin ging Hans een paar keer dood, maar keerde in een latere aflevering altijd weer terug. Hiermee leek hij sterk op het personage Kenny uit South Park. Hans is in totaal acht keer gestorven en weer teruggekeerd.

## Biografie
Hans Moleman is een kleine op een mol lijkende man met enorme pech. Hoewel hij al hoogbejaard lijkt, beweert hij zelf maar 31 te zijn. Zijn oude uiterlijk komt vooral door zijn vele drinken. Hij heeft grijze staar en is bijna volledig blind. Verder gebruikt hij medicinale cannabis. Hij draagt altijd een bruine wandelstok bij zich, die een zwaard bevat.
Hans rijdt normaal in een AMC Gremlin uit 1977, maar in "Marge Simpson in: "Screaming Yellow Honkers"" rijdt hij in een Ford Contour uit 1995. Vrijwel iedere keer als het Department of Motor Vehicles (waar Patty en Selma Bouvier werken) wordt getoond, is Hans daar aanwezig in verband met zijn rijbewijs.
Hans woont op 920 Oak Grove, Springfield, USA 90701. Hij wordt soms ook gezien als inwoner van het Springfield Retirement Castle.
Hans’ gelijkenis met een mol werd nog eens benadrukt in de aflevering "Treehouse Of Horror XVI", waarin een heks iedereen verandert in het kostuum dat die persoon draagt. Hans verandert hierbij in een mol, terwijl hij helemaal geen kostuum droeg.

## Carrières
Hans runt een radioprogramma op Springfields jazzstation KJAZZ-FM, wat altijd ‘s ochtends wordt uitgezonden. Een van zijn andere banen was het besturen van een truck vol suiker (die hij liet kantelen, tot Homers grote genoegen). Verder wordt Hans geregeld gezien als chauffeur van andere trucks.
In het volwassenen educatiecentrum van Springfield geeft Hans les in het eten van sinaasappels. In een andere aflevering werkte hij als postbode, en als conciërge in de nucleaire centrale van Springfield.

## Ongelukken
Hans is al meerdere malen aan de dood ontsnapt, vaak op onmogelijke manieren. Hij overleefde de ontploffing van zijn auto, een hoofdwond veroorzaakt door Montgomery Burns met een handboor, de doodstraf en levend begraven worden.
Hans heeft ook meerdere ongelukken gehad waar hij niet zwaargewond raakte.